# Bunde, Leer
Bunde là một đô thị của huyện Leer, bang Niedersachsen, Đức. Đô thị này có diện tích 121 km². Bunde nằm gần biên giới với Hà Lan, cự ly khoảng 20 km về phía nam của Emden, và 50 km về phía đông của Groningen.